# Байтанаев, Бауыржан Абишевич
Бауыржан Абишевич Байтанаев (каз. Бауыржан Әбішұлы Байтанаев; род. 1 января 1962, Южно-Казахстанская область, Казахская ССР) — советский и казахстанский археолог, доктор исторических наук, профессор, академик НАН РК.

## Биография
Родился 1 января 1962 года в Южно-Казахстанской области (ныне Туркестанская область), в семье учёных-педагогов.
1968—1978 — учёба в средней школе № 32 им. М.О. Ауэзова города Шымкент.
1979—1984 — учёба на историческом факультете Чимкентского педагогического института.
1984 — по окончании института направлен на работу старшим научным сотрудником Отрарского государственного археологического заповедника-музея.
1984—1986 — служба в Вооружённых силах СССР.
1987 — сотрудник Южно-казахстанского областного историко-краеведческого музея.
1991 — заведующий отделом истории, археологии и этнографии Южно-казахстанского областного историко-краеведческого музея.
1993 — защита диссертации на соискание учёной степени кандидата исторических наук по теме «Историко-краеведческая деятельность А. А. Диваева».
2000 — доцент кафедры «История Казахстана и музейное дело» в Южно-Казахстанском государственном университете имени М. О. Ауэзова.
2000 — руководитель археологической экспедиции Южно-Казахстанского государственного университета имени М. О. Ауэзова.
2002—2006 — заведующий кафедрой «Археологии, этнологии и музейного дела» Южно-Казахстанского государственного университета имени М. О. Ауэзова.
2007 — руководитель научно-исследовательского центра «Археология» Южно-Казахстанского государственного университета имени М. О. Ауэзова.
2008 — защита диссертации на соискание учёной степени доктора исторических наук по теме «Древний и средневековый Испиджаб».
2009 — заместитель директора Института археологии имени А. Х. Маргулана
2010 — генеральный директор института археологии имени А. Х. Маргулана.
2012 — член-корреспондент Национальной академии наук Казахстана
2017 — академик НАН РК.
2017 — член редакционной коллегии журнала «Вестник Калмыцкого университета».
2018 — главный редактор научного журнала «Археология Казахстана».
2018 — член академсовета Международного Института центральноазиатских Исследовании (МИЦАИ) ЮНЕСКО,
2018 — член редакционной коллегии журнала «Вестник Международного Института центральноазиатских Исследовании (МИЦАИ) ЮНЕСКО», Самарканд.
2019 — председатель редакционного совет журнала «Поволжская археология», Казань. РАН
2020 — Член редакционной коллегии журнала «Вестник Национальной академии наук РК»
2020 — Член редакционной коллегии журнала «Ученые записки Казанского Университета». — Серия гуманитарные науки
2022 — Член академического Комитета совместного Исследовательского Центра по археологии Шелкового пути. КНР. Провинция Шаньси. Сиянь
2023 — член редакционной коллегии журнала «Археология Узбекистана».
2024 — присвоено ученое звание профессора по научному направлению 60100 -История и археология.

## Научная деятельность
«Он принадлежит к поколению ученых, чьё становление пришлось на переломный период истории Казахстана. Перестройка 1980-х годов, последовавший за ней распад СССР, обретение Казахстаном независимости повлекли за собой смену идеологических приоритетов, которые не могли не отразиться на гуманитарной сфере. Перипетии переходного периода, связанные с экономическими трудностями, тяжелейшим образом сказались на исторической науке. Нередко в этих условиях науку покидали временно или навсегда. Именно в эти нелёгкие годы Б. А. Байтанаев, получивший образование накануне горбачёвской перестройки, пришёл в науку и остался ей верен навсегда… Главное, что объединяет разноплановые работы Б. А. Байтанаева, к какой бы области исторической науки они не относились, − это следование традициям отечественного исторического востоковедения. Отдавший дань библиографическим изысканиям и историографии, он прекрасно знает все этапы развития востоковедения в Казахстане, начиная с XVIII в., кончая современным периодом, хорошо разбирается во многих его областях − истории, археологии, этнологии, языкознании, источниковедении, нумизматике, истории архитектуры и т. д. Эти знания опосредованно или явно ощущаются во многих его публикациях. …Основными сферами научных интересов ученого являются древние и средневековые археологические памятники Казахстана. Он имеет ряд признанных открытий в археологической науке.» По его инициативе в институте археологии им А. Х. Маргулана создана Целевая научно-исследовательская лаборатория палеоантропологического изучения Казахстана и возрождена лаборатория археологических технологий. В 2018 году он основал научный журнал «Археология Казахстана», главным редактором которого являлся до 2023 года. С декабря 2022 года журнал индексируется в базе данных Scopus.
Руководство проектами:
2002—2005 — Исполнитель международного проекта ЮНЕСКО «Каравансарай».
2003—2004 — Руководитель проекта акимата города Шымкент «Археологическое изучение древнего и средневекового Шымкента».
2004—2009 — Исполнитель государственной программы «Культурное наследие» по теме «Археологические исследования городища Шымкент».
2006—2008 — Руководитель проекта «Археологические исследования зарождения урбанизации и динамики развития городской культуры Испиджабского округа», выполняемой в рамках программы по фундаментальным и прикладным исследованиям МОН РК.
2009 — Руководитель темы «Археологические исследования городища Караспантобе» по Государственной программе «Культурное наследие».
2010 — Руководитель темы «Археологические исследования городища Жуантобе» по Государственной программе «Культурное наследие».
2011 — Руководитель проекта «Археологическое культурное наследие Казахстана», выполняемого в рамках Государственной программы «Культурное наследие».
— Руководитель проекта «Древняя и средневековая история и культура Казахстана в свете археологических исследований и анализа археологических материалов. Политический, социально-экономический и культурный аспекты», выполняемого в рамках программы по фундаментальным и прикладным исследованиям Комитета науки МОН РК.
2012 — Руководитель проекта «Культурно-исторические центры древнего и средневекового Казахстана», выполняемого в рамках программы по фундаментальным и прикладным исследованиям Комитета науки МОН РК.
— Руководитель проекта «Археологические исследования по древней и средневековой истории Казахстана», выполняемого в рамках «Междисциплинарной программы Ғылыми Қазына» Комитета науки МОН РК.
— Руководитель проекта «Археологические исследования объектов историко-культурного наследия», выполняемого в рамках программно-целевого финансирования Министерства культуры РК.
2015 — Руководитель темы "Древняя и средневековая история Казахстана в свете археологических исследований в рамках программы «Народ в потоке истории»
— Руководитель программы грантового финансирования по приоритету: «Интеллектуальный потенциал страны» по теме «Архитектурно-археологическое исследование раннесредневекового городища Торткултобе».
— Руководитель программы грантового финансирования по приоритету: «Интеллектуальный потенциал страны» по теме: «Ранний железный век Южного Казахстана».
2017 — Руководитель государственного задания в рамках аналитических и социологических исследований, выполняемых по проекту: «Выработка научно-обоснованных критериев отбора объектов для включения в проект „Сакральная география Казахстана“ и формирование итогового перечня объектов»
2018 — Руководитель программы грантовой финансировании по приоритету: Научные основы «Мәңгілік ел» (образование XXI века, фундаментальные и прикладные исследования в области гуманитарных наук) по теме «Сторожевые башни Испиджаба»
— Руководитель программы целевого финансировании по приоритету: Научные основы «Мәңгілік ел» (образование XXI века, фундаментальные и прикладные исследования в области гуманитарных наук) по теме: «Древняя и средневековая история Великой Степи: этногенез и культурогенез — опыт междисциплинарных исследований (археология, палеоантропология)» по программе «История и культура Великой степи»
2019 — Руководитель Региональной программы «Сакральная география Актюбинской области»
2021 — Руководитель программы целевого финансировании по приоритету: Исследования в области социальных и гуманитарных наук; по теме: «Великая Степь в контексте этнокультурных исследований»
Учёный опубликовал более трех сотен научных работ, среди которых 17 монографий (по состоянию на 2022 год).
Некоторые из изданных книг:
- Байтанаев Б. А. Древний Испиджаб (Средневековые города Южного Казахстана на Великом Шёлковом пути). — Шымкент: Алматы, 2002. — 110 с.
- Байтанаев Б. А. Древний Испиджаб. (Средневековые города Южного Казахстана на Великом Шелковом пути). Изд. второе, перераб. и доп. — Шымкент; Алматы, 2003. — 136 с.
- Байтанаев Б. А. А. А. Диваев: очерк жизни и деятельности. — Шымкент: Алматы, 2004. — 260 с.
- Байтанаев Б. А., Потапов С. А., Гришенко А. Н. Петроглифы Боролдая. — Алма-Ата: Кумбез, 2007. — 112 с.
- Байтанаев Б. А. Древности Бургулюка. — Алма-Ата, 2011. — 224 с.
- Байтанаев Б. А. История Шымкента: 2200 лет по археологическим источникам. — Алма-Ата, 2012. — 251 с.
- Байтанаев Б. А., Елгин Ю. А. Мечеть Джами в Шымкенте. — Алма-Ата, 2012. — 166 с.
- Байтанаев Б. А. Сайрамский клад: Средневековое золото. — Алматы,2013. — 238 с.
- Байтанаев Б. А., Елгин Ю. А. Культовая архитектура Южного Казахстана: Архитектурно-археологические исследования памятников позднего ислама. — Алматы, 2013. — 302 с.
- Байтанаев Б. А., Брагин А. О., Петров П. Н. Сайрамский клад тимуридских монет // Каталог: Книга 1. — Алматы, 2014. — 812 с.
- Байтанаев Б. А., Брагин А. О., Петров П. Н. Сайрамский клад тимуридских монет // Каталог: Книга II: Надчеканы. — Алматы, 2015. — 372 c.
- Байтанаев Б. А. Ә.А. Диваев — Түркістан өлкесін зерттеуші. — Алматы, 2016. — 208 б.
- Байтанаев Б. А. Керамика Сайрама. — Алматы, 2016. — 316 с.
- Байтанаев Б. А., Горячев А. А., Сараев В. В., Шаяхметов А. Х., Ергешбаев А. А., Бейсенов Н. Б. Новые памятники раннего железного века Южного Казахстана. — Алматы, 2017. — 344 с.
- Байтанаев Б. А. Курган Урджар. — Алматы: Хикари, 2018. 120 с.
- Байтанаев Б. А., Брагин А. О., Петров П. Н. Монеты династии Тимуридов на территории Южного Казахстана // Книга-каталог. — Алматы: «Хикари» 2019. 204 с.
- Байтанаев Б. А., Брагин А. О., Петров П. Н. Денежное обращение в Южном Казахстане в III—XV вв. — Алматы, 2020. — Книга — I. — 260 с.

## Награды
2011 год — Медаль «20 лет независимости Республики Казахстан»
2016 год — Медаль 25 лет независимости Республики Казахстан
2022 год — Орден «Курмет»